# Mycena plicatula
Mycena plicatula (Miersch & Rödel 2011) ist ein bisher nur in La Réunion entdeckter Pilz aus der Familie der Helmlingsverwandten (Mycenaceae).

## Etymologie
Das Epitheton „plicatula“ stellt im Lateinischen die Verkleinerungsform von „plicata“ dar, das ins Deutsche übersetzt „gefaltet“ bedeutet. Dies ist auf das Aussehen des Hutes zurückzuführen.

## Merkmale

### Makroskopische Merkmale
Der graubraune Hut ist leicht konvex, am Scheitel etwas eingesenkt, und beträgt im Durchmesser etwa 12 bis 14 mm. Die Oberfläche ist glatt, radial gefurcht, teils glimmerig oder überhäutet und leicht klebrig.
Es sind 24 bis 28 untermischte, durchgehende Lamellen frei oder sehr schmal angewachsen. Diese sind 2 bis 3 mm breit und hellgrau, während die konvex gestaltete Schneide weiß ist. Die Lamellentrama färbt sich in Melzers Reagenz weinrot.
Der 20 bis 45 mm lange, hohle Stiel ist im Durchmesser 1 mm dick, weiß, nur apikal etwas bereift und sonst kahl. Die Basis ist ohne Hyphengeflecht am Substrat angeheftet.
Das dünne Fleisch trägt einen unauffälligen Geruch.

### Mikroskopische Merkmale
Die ovalen bis apfelkernförmigen Sporen betragen im Durchschnitt 9 × 5,5 µm, sind dünnwandig und amyloid. Sie wachsen zu viert an den keulenförmigen, schnallenlosen Basidien von 28 × 10 µm.
Die zahlreichen Cheilozystiden sind 15 bis 46 mal 8 bis 10 µm groß, dünnwandig, birnenförmig, keulenförmig mit kurzer, abgerundeter Spitze, breit spindelförmig mit Schnallen und teilweise fingerförmigem Fortsatz. Diese sind 18 × 1 µm groß und meistens glatt, einige haben ein bis drei unregelmäßige Ausstülpungen, wenige sind birnenförmig mit apikal groben Warzen. Die Schneide ist homogen. Die zahlreichen Pleurozystiden sind 40 bis 50 mal 23 bis 25 µm groß, ebenfalls dünnwandig, keulenartig birnenförmig, apikal warzig, teilweise mit groben, unregelmäßig fingerförmigen und ein- bis mehrfach verzweigten, gelatinösen Anhängseln. Die Hutdeckhyphen haben einen Durchmesser von 1,5 bis 5 µm, sind dünnwandig und divertikulat (sackartig geformt). Ihre meist warzen- bis unregelmäßig fingerförmigen Anhängsel sind 2 bis 17 mal 1 bis 2 µm groß, selten ein- bis mehrfach verzweigt und leicht gelatinisiert. Die Endzellen sind 51 bis 56 mal 10 bis 13 µm groß, keulenförmig und divertikulat. Ihre Anhängsel erreichen eine Größe von 2 bis 0,5 µm, Schnallen sind vorhanden.
Die Caulozystiden betragen 46 bis 51 mal 6 bis 10 µm, sind keulig mit groben, unregelmäßigen Ausstülpungen von 8 bis 10 mal 2,5 bis 3 µm Größe daneben besonders apikal zahlreiche blasige Zellen von 31 bis 51 mal 18 bis 21 µm Größe mit Schnallen. Bei den im Durchmesser 1,5 bis 2,5 µm großen Stieldeckhyphen gibt es ebenfalls Schnallen. Diese Hyphen sind dünnwandig, beinahe glatt und weitstehend divertikulat.

## Verbreitung und Ökologie
Thomas Rödel hat den Typus 2007 nahe Le Tévelave in La Réunion am 9. März 2007 gesammelt. Weitere Exemplare fand er einzeln wachsend an einem Stumpf in einem Sicheltannen-Wald (Cryptomeria japonica) oberhalb Le Tévelave, 1700 m ü. NN, sowie an einem am Boden liegenden Zweig eines Heidekrautgewächses (Ericaceae) in Nez de Bœuf, östlich von Bourg-Murat, 2100 m ü. NN. Der Holotypus befindet sich im Herbarium der Martin-Luther-Universität Halle.

## Taxonomie
Aus Gründen der auffallend radialen Huthautfurchung, der Gestalt der Huthautdeckhyphen, der Sporenform, der Amyloidreaktion der Sporen und der Stieldeckhyphen wurde die neue Art vorläufig der Sektion Fuscoradiatae (Maas Geesteranus & Hausknecht 1998) zugewiesen. Dagegen spricht jedoch, dass die Arten dieser Sektion wenige Cheilozystiden und fehlende Pleurozystiden aufweisen. Mycena plicatula hat jedoch zahlreiche glatte Cheilozystiden und divertikulate Pleurozystiden.
Bisher stand die Art Mycena fuscoradiata (Maas Geesteranus & Hausknecht 1998) allein in der Sektion Fuscoradiatae. M. plicatula unterscheidet sich von ihr in folgenden sechs Punkten:
1. Die Stielbasis ist ohne Hyphendiskus am Substrat angeheftet.
2. Es sind 24 bis 28 durchgehende, meist freie Lamellen mit konvexer Schneide vorhanden.
3. Ihre Cheilozystiden sind zahlreich, pyriform, keulenförmig mit kurzer abgerundeter Spitze, breit spindelförmig mit teils fingerförmigem Fortsatz, die meist glatt sind, von denen einige ein bis drei unregelmäßige, fingerförmige Ausstülpungen und wenige apikal grobe Warzen haben.
4. Ihre Pleurozystiden sind zahlreich, keulenartig birnenförmig, apikal warzig, teils mit grob fingerförmigen ein- bis mehrfach verzweigten Anhängseln.
5. Die Kaulozystiden sind keulenförmig mit groben, unregelmäßigen Ausstülpungen.
6. Die Stieldeckhyphen sind dünnwandig, beinahe glatt, aber weitstehend divertikulat.

In folgender Tabelle werden direkte Unterschiede zwischen den beiden Arten dargestellt:
| Merkmalsträger  | Mycena fuscoradiata                  | Mycena plicatula                                     |
| --------------- | ------------------------------------ | ---------------------------------------------------- |
| Hut             | dunkelrotbraun bis rötlich-graubraun | graubraun ohne rötliche Töne                         |
| Lamellen        | 19 bis 23 Stück                      | 24 bis 28 Stück                                      |
| Cheilozystiden  | spärlich vorhanden                   | zahlreich vorhanden                                  |
| Pleurozystiden  | keine vorhanden                      | zahlreich vorhanden                                  |
| Stieldeckhyphen | glatt                                | mit kurzen, weitstehenden, fingerförmigen Auswüchsen |